# Erioptris
Erioptris is een geslacht van vlinders van de familie sneeuwmotten (Lyonetiidae).

## Soorten
- E. harmodia Meyrick, 1915
- E. hierodora Meyrick, 1915